# Saint-Martin-de-Mieux
Pour les articles homonymes, voir Saint-Martin.
Saint-Martin-de-Mieux est une commune française, située dans le département du Calvados en région Normandie, peuplée de 391 habitants (les Martinais).

## Géographie
| Noron-l'Abbaye                        | Noron-l'Abbaye            | Falaise            |
| Martigny-sur-l'Ante, Fourneaux-le-Val | Saint-Martin-de-Mieux     | Saint-Pierre-du-Bû |
| Fourneaux-le-Val                      | Bazoches-au-Houlme (Orne) | Cordey             |

### Hydrographie
La commune est située dans le bassin Seine-Normandie. Elle est drainée par la Baize, l'Ante, le ruisseau de Noron, le fossé 01 de la Fontaine de Crecy, le fossé 01 du Bel Air, le ruisseau des Vaux Viets et un autre petit cours d'eau,.
La Baize, d'une longueur de 26 km, prend sa source dans la commune de Habloville et se jette  dans l'Orne en rive droite en limite des Isles-Bardel et de Rapilly, après avoir traversé douze communes. 
L'Ante, d'une longueur de 20 km, prend sa source dans la commune de Martigny-sur-l'Ante et se jette  dans la Dives à Morteaux-Coulibœuf, après avoir traversé neuf communes. 

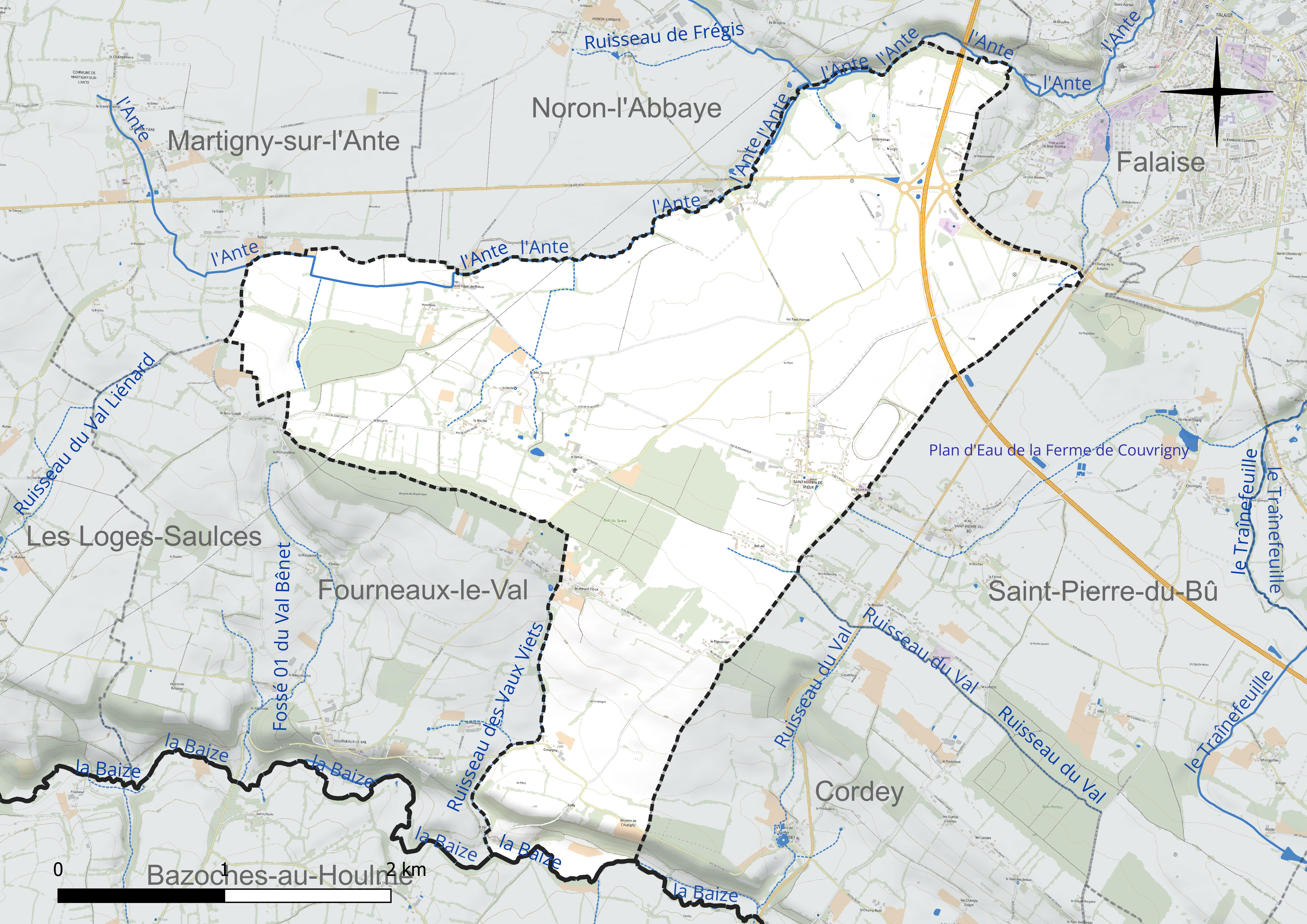
Réseau hydrographique de Saint-Martin-de-Mieux.

### Climat
Pour des articles plus généraux, voir Climat de la Normandie et Climat du Calvados.
En 2010, le climat de la commune est de type climat océanique franc, selon une étude du CNRS s'appuyant sur une série de données couvrant la période 1971-2000. En 2020, Météo-France publie une typologie des climats de la France métropolitaine dans laquelle la commune est exposée à un climat océanique et est dans la région climatique  Normandie (Cotentin, Orne), caractérisée par une pluviométrie relativement élevée (850 mm/a) et un été frais (15,5 °C) et venté. Parallèlement le GIEC normand, un groupe régional d'experts sur le climat, différencie quant à lui, dans une étude de 2020, trois grands types de climats pour la région Normandie, nuancés à une échelle plus fine par les facteurs géographiques locaux. La commune est, selon ce zonage, exposée à un « climat contrasté des collines », correspondant au Bocage normand, bien arrosé, voire très arrosé sur les reliefs les plus exposés au flux d'ouest, et frais en raison de l'altitude.
Pour la période 1971-2000, la température annuelle moyenne est de 10,3 °C, avec  une amplitude thermique annuelle de 13,5 °C. Le cumul annuel moyen de précipitations est de 802 mm, avec 12,5 jours de précipitations en janvier et 7,7 jours en juillet. Pour la période 1991-2020, la température moyenne annuelle observée sur la station météorologique la plus proche, située sur la commune de Damblainville à 10 km à vol d'oiseau, est de 11,6 °C et le cumul annuel moyen de précipitations est de 716,8 mm,. Pour l'avenir, les paramètres climatiques de la commune estimés pour 2050 selon différents scénarios d'émission de gaz à effet de serre sont consultables sur un site dédié publié par Météo-France en novembre 2022.

## Urbanisme

### Typologie
Au 1er janvier 2024, Saint-Martin-de-Mieux est catégorisée commune rurale à habitat dispersé, selon la nouvelle grille communale de densité à 7 niveaux définie par l'Insee en 2022.
Elle est située hors unité urbaine et hors attraction des villes,.

### Occupation des sols
L'occupation des sols de la commune, telle qu'elle ressort de la base de données européenne d'occupation biophysique des sols Corine Land Cover (CLC), est marquée par l'importance des territoires agricoles (82,9 % en 2018), en diminution par rapport à 1990 (84,7 %). La répartition détaillée en 2018 est la suivante : 
terres arables (57,5 %), prairies (20,4 %), forêts (12,5 %), zones agricoles hétérogènes (5 %), espaces verts artificialisés, non agricoles (2,6 %), zones urbanisées (1,9 %). L'évolution de l'occupation des sols de la commune et de ses infrastructures peut être observée sur les différentes représentations cartographiques du territoire : la carte de Cassini (XVIIIe siècle), la carte d'état-major (1820-1866) et les cartes ou photos aériennes de l'IGN pour la période actuelle (1950 à aujourd'hui).

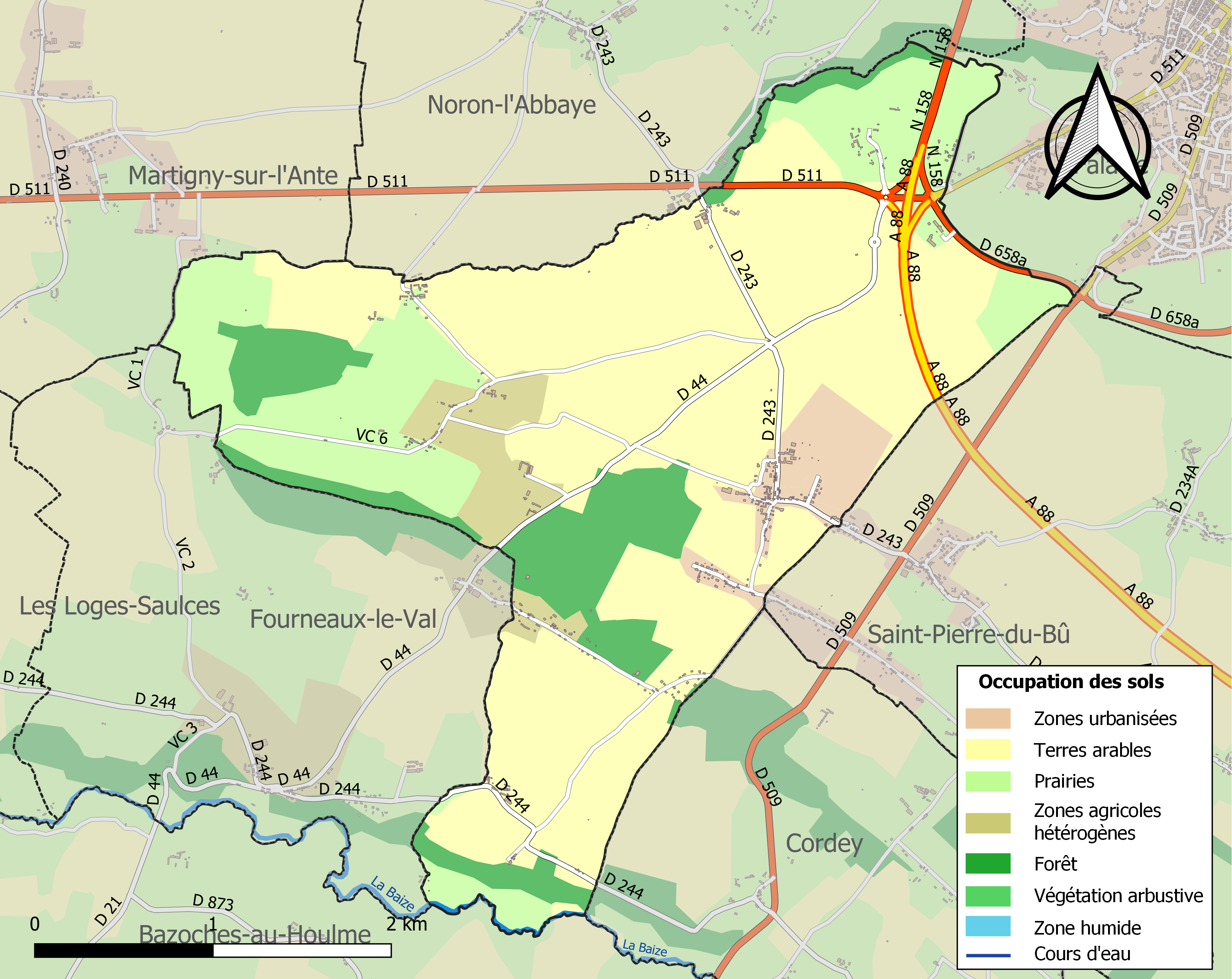
Carte des infrastructures et de l'occupation des sols de la commune en 2018 (CLC).

## Toponymie
Le toponyme résulte de la fusion des communes de Saint-Martin-du-Bû et de Saint-Vigor-de-Mieux en 1858.
Le nom de la première localité est attesté sous les formes de Modiis (sans date), Saint Martin Dubu en 1793, Martin-du-But en 1801, Saint-Martin-de-Mieux en 1858.
Saint-Martin est un hagiotoponyme, la paroisse de Saint-Martin-du-Bû était dédiée à Martin de Tours, évêque de Tours au IVe siècle.
L'élément Bû, partagé avec la paroisse voisine de Saint-Pierre-du-Bû, est issu de l'ancien français bos, bosq ou bus, « bois », lui-même issu du germanique bosk.
La paroisse de Saint-Vigor-de-Mieux était dédiée à Vigor de Bayeux, évêque de Bayeux au VIe siècle. L'origine de Mieux n'est pas éclaircie.

## Histoire
En 1858, Saint-Martin-du-Bû (342 habitants en 1856) absorbe Saint-Vigor-de-Mieux (191 habitants), à l'ouest de son territoire. La commune prend alors le nom de Saint-Martin-de-Mieux.

## Politique et administration
| Période                                  | Période  | Identité   | Étiquette | Qualité     |
| ---------------------------------------- | -------- | ---------- | --------- | ----------- |
| 1993                                     | En cours | Serge Huet | SE        | Agriculteur |
| Les données manquantes sont à compléter. |          |            |           |             |

Le conseil municipal est composé de onze membres dont le maire et deux adjoints.

## Démographie
L'évolution du nombre d'habitants est connue à travers les recensements de la population effectués dans la commune depuis 1793. Pour les communes de moins de 10 000 habitants, une enquête de recensement portant sur toute la population est réalisée tous les cinq ans, les populations de référence des années intermédiaires étant quant à elles estimées par interpolation ou extrapolation. Pour la commune, le premier recensement exhaustif entrant dans le cadre du nouveau dispositif a été réalisé en 2008.
En 2022, la commune comptait 391 habitants, en évolution de −11,14 % par rapport à 2016 (Calvados : +1,58 %, France hors Mayotte : +2,11 %).
Saint-Martin-de-Mieux a compté jusqu'à 453 habitants en 1861, à la suite de la fusion, mais les deux communes de Saint-Martin-du-Bû et Saint-Vigor-de-Mieux totalisaient 657 habitants en 1841 (respectivement 412 et 245).
Avant 1861, le tableau ci-dessous affiche la population de Saint-Martin-du-Bû.
| 1793 | 1800 | 1806 | 1821 | 1831 | 1836 | 1841 | 1846 | 1851 |
| ---- | ---- | ---- | ---- | ---- | ---- | ---- | ---- | ---- |
| 360  | 320  | 353  | 379  | 429  | 396  | 412  | 404  | 375  |

| 1856 | 1861 | 1866 | 1872 | 1876 | 1881 | 1886 | 1891 | 1896 |
| ---- | ---- | ---- | ---- | ---- | ---- | ---- | ---- | ---- |
| 342  | 453  | 410  | 395  | 418  | 366  | 366  | 342  | 320  |

| 1901 | 1906 | 1911 | 1921 | 1926 | 1931 | 1936 | 1946 | 1954 |
| ---- | ---- | ---- | ---- | ---- | ---- | ---- | ---- | ---- |
| 298  | 300  | 289  | 250  | 251  | 253  | 208  | 223  | 263  |

| 1962 | 1968 | 1975 | 1982 | 1990 | 1999 | 2006 | 2008 | 2013 |
| ---- | ---- | ---- | ---- | ---- | ---- | ---- | ---- | ---- |
| 218  | 225  | 238  | 297  | 379  | 356  | 399  | 411  | 447  |

| 2018 | 2022 | - | - | - | - | - | - | - |
| ---- | ---- | - | - | - | - | - | - | - |
| 405  | 391  | - | - | - | - | - | - | - |

| 1793 | 1800 | 1806 | 1821 | 1831 |
| ---- | ---- | ---- | ---- | ---- |
| 150  | 160  | 165  | 164  | 165  |

| 1836 | 1841 | 1846 | 1851 | 1856 |
| ---- | ---- | ---- | ---- | ---- |
| 219  | 245  | 237  | 212  | 191  |

## Lieux et monuments
- L'église Saint-Martin (XVIIIe siècle).

- La chapelle de Saint-Vigor de Mieux (XVIIe siècle[31]), qui a été restaurée par l'artiste japonais Kyoji Takubo (ja) en remplaçant les tuiles d'origine par des tuiles en verre de couleur et en décorant par une méthode originale (superposition de plusieurs couches de peinture sur les murs préalablement recouverts de feuilles de plomb puis gravure des différentes couches de peinture pour faire apparaître des feuilles de pommier ainsi que des pommes) l'intérieur de la chapelle entre 1987 et 1997.
- Le château du Tertre (XVIIIe siècle).
- Le château de Morchêne (XVIIIe siècle).